# Ibn Taymiyya
Taqî ad-Dîn Ahmad ibn Taymiyya (né le 22 janvier 1263 à Harran en Turquie actuelle et mort le 26 septembre 1328 à Damas en Syrie), est un théologien et un juriconsulte (faqîh) musulman traditionaliste du XIIIe siècle, influent au sein du madhhab hanbalite. Son époque est marquée par les conflits entre Mamelouks et Mongols, et il tente d'organiser le djihad contre ces derniers qu'il accuse de mécréance. Se distinguant par son refus de tout ce qu'il considère comme innovation dans la pratique religieuse, rejetant tant Al-Ghazali qu'Ibn Arabi tout comme l'ensemble des philosophes (les falasifa), sa divergence d'opinion avec les grands responsables religieux de son époque le fait incarcérer à plusieurs reprises. Il trouve la mort en prison.
Ibn Taymiyya jouit paradoxalement d'une réputation d'anti-soufi, alors que cela est inexact. Cette fausse réputation est le fruit de l'utilisation sélective et hors contexte de certains de ses écrits par des mouvements fondamentalistes et réformistes. Bien qu'ayant des positions parfois radicales, Ibn Taymiyya a critiqué certaines pratiques ou idées qu'il considérait comme des dérives, tout en reconnaissant que le soufisme est une partie intégrante de l'islam et en louant de nombreux maîtres soufis. Lui-même était affilié à la confrérie Qadiriyya,, et a rédigé un commentaire du Kitāb futūḥ al-ġayb de son fondateur ʿAbd al-Qādir al-Ğīlānī. À préciser qu’Ibn Taymiyya à propos du soufisme a dit : « Beaucoup de soufis sont dans la droiture, la sincérité et la crainte d’Allah. Mais certains se sont égarés dans des innovations et des croyances hérétiques. » (résumé fidèle de plusieurs passages de Majmūʿ al-Fatāwā)
Il distingue deux types de soufisme, le soufisme sunnite ancien tel qu’il était pratiqué auparavant par Al-Junayd, et le soufisme extrême tel qu’il est pratiqué et soutenu par certains états en Afrique du Nord, en Europe du Sud-Est et en Asie Centrale.

## Biographie

### Enfance
Il est né en 1263, d'un père arabe et d'une mère kurde, dans la ville de Harran (Mésopotamie, aujourd'hui au sud-est de la Turquie) où il passe les premières années de sa vie, puis, à la suite de l'invasion des Mongols, il émigre avec son père, à l'âge de six ans, à Damas. Son grand-père Majd 'ud-dīn 'Abu-l-barakat Ibn Taymiyya était un juriste reconnu du madhhab hanbalite.
Au cours de sa vie, il étudie de nombreux ouvrages, dont L'acquis des connaissances (Mohasal) de Fakhr ad-Dîn ar-Râzî.

### Djihad contre les Mongols

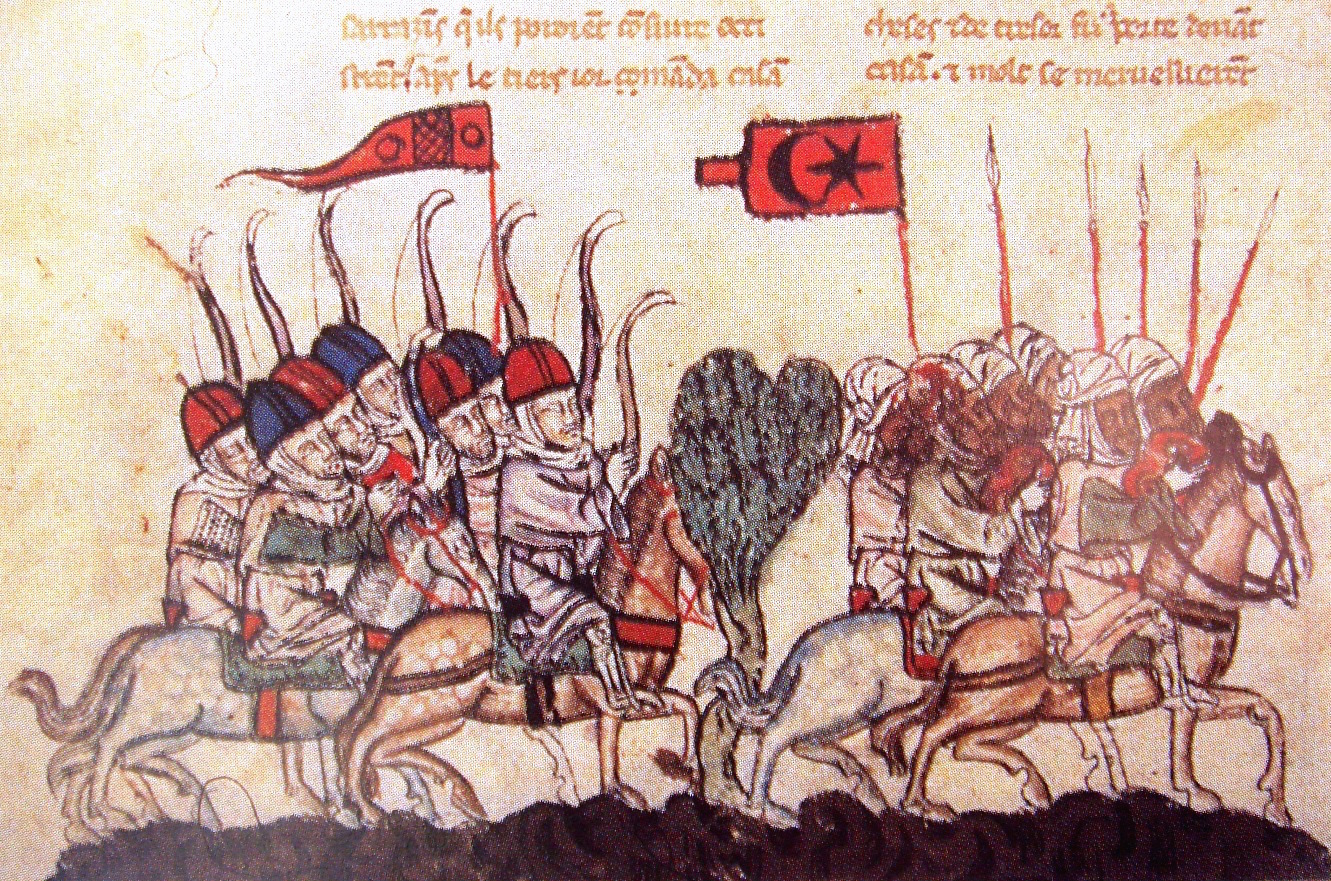
Victoire des Mongols (à gauche) sur les Mamelouks à la bataille de Homs (1299).

Entre 1300 et 1304, lors des derniers raids en Syrie effectués par les Mongols ilkhanides, Ibn Taymiyya tente d'inciter au djihad contre ces derniers. Il les combat par les armes, mais également dans ses écrits. Ainsi, il met en doute la conversion à l'islam de ces derniers et de leur chef Mahmoud Ghazan Khan, les accusant de maintenir leur droit coutumier, et de pactiser avec les royaumes chrétiens.

### Accusations et emprisonnements
Ibn Taymiyya a passé plus de six années dans diverses prisons mameloukes, à Damas, au Caire et à Alexandrie, parfois à cause des accusations qu'on lui portait concernant son dogme, et d'autres fois, à cause de certaines de ses opinions en matière de fiqh (jurisprudence) non conformes aux avis des quatre madhhabs, notamment  au sujet de la répudiation (il était d'avis que les répudiations non conformes à la sunna, comme la répudiation triple en une fois ou la répudiation de la femme en période de règles, sont nulles). Il fut notamment incarcéré pour son opposition au dogme acharite. En effet, les versets du Coran décrivant Dieu comme étant établi au-dessus de son trône font partie des exemples qui ont été au cœur de nombreux débats entre théologiens musulmans de l'époque. Les théologiens acharites interprétaient ces versets comme allégoriques et considéraient qu'affirmer leur sens apparent implique obligatoirement l'anthropomorphisme, ce qu'Ibn Taymiyya a toujours réfuté.
Il a été emprisonné une dernière fois en 1326, à Damas, pour sa fatwa sur l'interdiction de voyager spécialement pour la visite de la tombe du prophète (il affirmait que l'intention doit être d'abord de visiter la mosquée de Médine - qui est à côté de la tombe - et non la tombe elle-même). Il meurt en prison en 1328. Il est enterré dans un cimetière soufi de Damas. Le cimetière a été détruit par les Français afin d'y construire un hôpital pendant les années où la Société des Nations avait confié à la France le mandat sur la Syrie (1920-1946) et seule la tombe d'Ibn Taymiyya fut épargnée.

## Œuvre et dogme

### Connaissance de Dieu
Ibn Taymiyya est connu pour ses positions dans tous les domaines de la théologie islamique, entre autres pour avoir été un des seuls à réfuter les autres courants de l'Islam, majoritaires à son époque, en particulier dans le domaine des noms et des attributs de Dieu. Il exprime un « insolent mépris » à l'égard de la théologie rationnelle (kalâm). Voici un extrait de son livre Al ʿAqida Al Wasitiyya'', qu'il compose au cours d'une seule séance de cours après la prière de l'après-midi (ʿasr) à la suite de la demande d'un juge de Wâsit (un village dans une province de l'Irak) et ceci après l'invasion de l'Irak et de ses environs par les Mongols :

« La foi en Dieu inclut de croire à toutes les qualités que Dieu S’est attribué dans Son livre et à celles que Son messager Muhammad Lui a attribué sans déformation (tahrîf), ni dépouillement (taʿtîl), ni définition du comment (takyîf), ni assimilation (tamthîl).
En effet, les gens de la Sunna et du regroupement ont pour croyance que rien n'est comparable à Allah et qu'Il est Celui qui entend tout et qui voit tout.
[...] car le Très Haut n'a ni semblable ni égal et on ne peut établir d'analogie entre Lui et Ses créatures. »

Au sujet de l'omniprésence divine d'Allah :

« Il ne faut pas comprendre par cette expression « II est avec vous » qu’Allah est mêlé à Ses créatures. La langue [arabe] n'implique pas cette acception [...] Cependant, ces paroles doivent être mises au-dessus des suppositions non fondées. Il en est ainsi, par exemple, de prétendre que le passage « II est dans le ciel » signifie littéralement que la voûte céleste Le porte et L'ombrage. Cette conception est fausse pour l'ensemble des gens de science et de foi. »

Les musulmans désobéissants qui commettent des grands péchés ne sont pas des mécréants selon Ibn Taymiyya :

« Pour le groupe qui sera sauvé, la religion et la foi sont des paroles que formule le cœur et prononce la langue, et des actes qui procèdent du cœur, de la langue et des membres. La foi s'élève avec l'obéissance et diminue avec la désobéissance. Ce groupe ne dénie pas pour autant aux gens de la Qibla la foi du fait des désobéissances et des grands péchés [qu'ils commettent], [...] « Les croyants ne sont que des frères. Établissez la concorde entre vos frères, et craignez Allah, afin qu'on vous fasse miséricorde. » [Sourate 49, versets 9-10]. Ce groupe ne dénie pas au Musulman pervers toute foi et ne le condamne pas au séjour éternel dans le Feu comme le soutiennent les Mutazilites. Le pervers demeure croyant [au sens absolu], [...] Nous disons : C'est un croyant dont la foi est imparfaite. »

Toujours dans le même ouvrage et parmi les attributs de Dieu, Ibn Taymiyya insiste plus particulièrement sur la volonté divine :

« Parmi les principes établis dans le Coran et la Sunna et sur lesquels les pieux Prédécesseurs sont tous d'accord, il y a également la distinction entre le vouloir (mashî'a) d'Allah et Sa volonté (irâda), d'une part, et entre Son amour, d'autre part. En effet, le vouloir d'Allah et Sa volonté universelle (irâda kawniyya) concernant toute créature, qu'elle soit aimée d'Allah ou non, [..] Allah fait ce qu'Il veut, et lorsqu'Il veut une chose, Il lui dit ; « Soit ! » et elle survient. »

On peut voir dans les commentaires du livre que ce que veut Allah a lieu et ce qu'Il ne veut pas n'a pas lieu. On voit aussi que le commentateur, Abd ar-Rahman ibn Nasir as-Sadi, rajoute qu'il y a donc une volonté universelle et également prédestinée mais aussi une volonté légale et religieuse (irâda shar`iyya dîniyya) : Allah a voulu, en droit, que Ses serviteurs L'adorent et Lui obéissent. Certains L'ont adoré et Lui ont obéi, d'autres pas.
Il affirme que Dieu a créé le monde par un acte de « Sa volonté » et que la révélation prophétique n'est rien d'autre que l'expression de cette volonté. C'est donc par la révélation et non par un exercice de leur raison que les hommes peuvent connaître cette volonté. Il s'est par conséquent opposé aux acharites, école prédominante à son époque, ce qui lui a valu plusieurs procès. Personnage très déterminé, il refusa toujours de négocier ses principes, préférant que les torts de son adversaire soient reconnus, plutôt que de bénéficier d'une grâce royale conditionnée par son silence[réf. nécessaire].
Par ailleurs, il divise le tawhid en deux. Le tawhid dans la divinité et le tawhid dans l'adoration.

### Opinion sur la mystique musulmane (soufisme)
Héritée de l’orientalisme du XIXe siècle, et accentuée par l’avènement du salafisme, la réputation anti-soufie d’Ibn Taymiyya n’a cessé de voiler la réalité de son œuvre à portée mystique. Henri Laoust fut parmi les premiers à souligner les affinités du savant hanbalite avec le soufisme, nuançant de ce fait la réputation anti-soufie dans laquelle était cloisonné Ibn Taymiyya. Des études postérieures sont venues confirmer ces affinités, allant même jusqu’à suggérer son appartenance à la confrérie soufie Qādiriyya. Une chose est certaine, il n’existe aucun écrit d’Ibn Taymiyya condamnant le soufisme en tant que tel. Les critiques du savant hanbalite envers certaines doctrines et pratiques du soufisme sont à comprendre dans le contexte historique de la Syrie mamelouke. La réfutation des soufismes, jugés comme contraires au Coran et à la Sunna, s’inscrit dans le cadre d’un réformisme religieux visant à épurer la charia et le soufisme, corps et cœur de l’islam, de ses innovations et de ses « exagérateurs ». Henri Laoust fait remarquer que la seule mystique qu’Ibn Taymiyya ait réellement combattue est le monisme existentiel (ittiḥādiyya).
Loin de l’image de rigoriste qu'on lui prête parfois, la position du šayḫ al-islām est faite de nuances, et même d’indulgence envers l’ivresse spirituelle des soufis et des extatiques. Il va même jusqu’à excuser les paroles insensées proférées par ces derniers alors qu’ils sont en état d’ivresse spirituelle. Par ailleurs, il fait preuve de la même mansuétude envers les « locutions théopathiques » (šataḥāt) de Bisṭāmī (m. 877), de Nūrī (m. 907) ou de Šiblī (m. 945).
Il fait l’éloge de nombreux maîtres soufis, qu’il qualifie de maîtres soufis « orthodoxes » (mašāyiḫ ahl al-istiqāma), parmi lesquels Fuḍayl b. ʿIyāḍ (m. 803), Ibrāhīm b. Adham al-ʿIğlī (m. 777-78), Abū Sulaymān al-Dārānī (m. 830), Maʿrūf al-Karḫī (m. 815), Sarī al-Saqaṭī (m. 867), Ğunayd (m. 910), Ḥammād al-Dabbās (m. 1131) et ʿAbd al-Qādir al-Ğīlānī (m. 1166). Signalons également qu’Ibn Taymiyya est l’auteur d’un commentaire du Kitāb futūḥ al-ġayb du soufi ʿAbd al-Qādir al-Ğīlānī.
Dans son Épître des soufis et des pauvres en Dieu, Ibn Taymiyya s’efforce de montrer que le terme « soufisme », loin d’être une appellation sans réalité, désigne une science islamique à part entière, au même titre que le fiqh. Le soufisme implique, selon lui, « la gnose (maʿārif), les états spirituels (aḥwāl), les bonnes mœurs (aḫlāq), les règles de bienséance (ādāb), etc. ». Le soufisme, ou la science des états spirituels, a, selon lui, pour finalité de conduire progressivement le « cheminant » au degré de la proximité divine (qurb). ʿImād al-Dīn al-Wāsiṭī (m. 1311), le disciple qu’Ibn Taymiyya avait initié à la lecture du hadîth, affirme en effet que la voie pour atteindre cette proximité divine n’est autre que l’imitation (mutābaʿa) du Prophète Mahomet, dans ses œuvres extérieures comme dans ses états spirituels. Voilà pour ce qui est de la quintessence du soufisme selon Ibn Taymiyya. Son aspect éthique ne diffère pas de celui des mystiques et des traditionalistes primitifs : « ordonner le bien et interdire le blâmable ».

### Critique des philosophes
Bon connaisseur des écrits d'Avicenne et très critique à l'égard des philosophes, Ibn Taymiyya s'est donné pour mission le rejet de leurs thèses. Il s'oppose à l'autonomisation de la raison et à l'universalité de la logique chez Averroès, philosophe aristotélicien,. Il considère, ainsi que d'autres théologiens de son époque, la philosophie comme la « religion d'Aristote » et accuse les philosophes de s'y être convertis, allant jusqu'à émettre des fâtâwâ les condamnant. Ainsi, il accuse les philosophes de mettre sur le même plan les prophètes cités dans le Coran et les législateurs grecs tels que Platon. Il leur reproche de penser la loi divine révélée au prophète Mahomet en fonction d'une philosophie issue du polythéisme, ce qui les conduit à interpréter les textes prophétiques non comme l'enseignement de la vérité, mais comme une sorte de rhétorique s'adressant au peuple.

Nadjet Zouggar écrit : 
« Ibn Taymiyya distingue toutefois les philosophes selon lesquels les prophètes ont révélé des choses contraires à la vérité afin de préserver la paix sociale de ceux qui considèrent les prophètes comme des ignorants « qui ne savaient pas [qu’ils enseignaient des contre-vérités] parce que leur perfection relève de la faculté pratique (al-quwwa al-‘amaliyya) et non de la faculté théorétique (al-nazariyya) »,. Selon notre auteur, les premiers enseignent qu’il est dans l’intérêt (maslaha) de la foule que l’on s’adresse à elle de sorte qu’elle s’imagine que les choses sont ainsi, même si c’est un mensonge ; auquel cas, ce serait un mensonge dans l’intérêt de la foule, puisqu’il n’existerait d’autres moyens pour la guider vers le chemin du salut que celui de l’instruire par le biais de symboles. »
Dans son traité La Réfutation des partisans de la logique (Kitab al-radd'ala al-mantiqiyyin), il s'en prend principalement aux pensées d'al-Fârâbî, d'Ibn Sab'în, d'Avicenne et de son école ; il considère leurs doctrines comme hérétiques et critique leur tendance à considérer la logique aristotélicienne comme un instrument exclusif et infaillible pour établir la vérité.

### Critique de confréries soufies
Il s'est aussi opposé à certaines confréries soufies, notamment celles qu'il considérait comme hérétiques, et désapprouvait le culte des saints et les constructions sur les tombes. La lecture de son livre Al-Fourqan, en français La distinction entre les alliés du Tout Miséricordieux et les alliés de Satan, est une démonstration de ses capacités littéraires, pédagogiques et scientifiques, Ibn Taymiyya y attaque notamment le soufisme dévoyé de gens qui simulent l'ascétisme mais pratiquent en fait le vagabondage[réf. souhaitée].
Cependant il ne s'agit pas d'une condamnation de tous les soufis, bien au contraire, parlant lui-même élogieusement des « gens de science » parmi les soufis qu'il oppose aux négateurs parmi ces derniers. Pour lui seul compte la conformité des actes à la référence prophétique, d'où son refus catégorique de tout discours portant sur des réalités métaphysiques mais ne s'appuyant pas exclusivement sur les informations prophétiques[réf. souhaitée]. Pour Ibn Taymiyya, le but de l'homme n'est pas l'absorption en Dieu, qui assimile le créateur à sa créature, mais l'obéissance à sa volonté révélée[réf. souhaitée]. C'est pourquoi il déclare la mécréance des écrits d'Ibn Arabi[réf. à confirmer] et se montre ailleurs plus indulgent envers ceux qui ont sincèrement œuvré mais se sont trompés.

### Critique du chiisme
En tant que théologien sunnite, il émet des critiques contre le chiisme qu'il condamne également au travers de fâtâwâ. Aux chiites, il conteste entre autres la théologie représentative, l'imamat, auquel il refuse l'autorité spirituelle et l'inspiration divine (ilhām). Ces critiques se concrétisent à travers La Voie du sunnisme (Minhaj al-Sunna), ouvrage polémique méthodique dans lequel il entend réfuter La Voie du charisme (Minhaj al Karâma), œuvre du théologien chiite 'Allâmeh Hillî.

### Œuvre eschatologique
Ibn Taymiyya a rédigé de longs développements sur l’eschatologie musulmane. Dans sa Profession de foi (al-Aqida al-Wâsitiyya), il définit les étapes de l'après-vie : après la mort survient la « petite résurrection » ou châtiment de la tombe, suivie de la « grande résurrection » ou résurrection des corps et du jour du jugement.

### La justice
Pour Ibn Taymiyya, la première qualité de l'État doit être la justice. Selon lui, pour définir ce qu'est la justice, le croyant doit à la fois faire appel aux données scripturaires (Coran) et au raisonnement. Il légitime l'utilisation du raisonnement analogique pour traiter de questions juridiques non traitées par les textes. Aspirant à concilier raison et révélation, Ibn Taymiyya est attaché à la doctrine du « juste milieu » (Wâsitiyya),.

## Influence et postérité

### Disciples
Ibn Taymiyya a des disciples importants. Le théologien Ibn Qayyim al-Jawziyya est son élève le plus proche.
L'exégète et historien Ibn Kathîr est l'auteur du célèbre tafsir de référence. L'introduction de son tafsir est reprise pratiquement mot à mot d'un écrit d'Ibn Taymiyya sur les principes de l'exégèse coranique.
Le théologien, spécialiste du hadîth et historien Al-Dhahabi est un autre disciple d'Ibn Taymiyya. Il est l'auteur du Târîkh ul-Islâm (Histoire de l'islam), en une vingtaine de tomes.
Ibn Mouflih, théologien reconnu, a étudié les comportements et caractères louables tirés du Coran et de la Sunna ainsi que les interprétations d'autres théologiens et juristes, notamment des savants du hanbalisme.

### Methodologie salafie
Partisan d'un kalâm qui lui est spécifique, Ibn Taymiyya a également prôné un tawhid en trois parties. Sa méthodologie est un syncrétisme entre une lecture littéraliste du Coran et l'utilisation de certains hadiths. Pour réfuter l'acharisme, il rejette ainsi certains hadiths. Accusé de blasphème et d'anthropomorphisme, il est désavoué par son disciple Ibn Kathir. Ses écrits ont ainsi inspiré les wahhabites,
La pensée d'Ibn Taymiyya n'exerça que peu d'influence en dehors de l'école juridique hanbalite. Bruce Masters écrit que « After his death in prison in 1327, the Muslim scholarly community largely ignored Ibn Taymiyya's radical ideas ». Elle ne prit une certaine importance qu'à partir XVIIIe siècle, lorsqu'elle devint l'une des principales références théologiques du courant wahhabite,, puis de la réforme salafiste du XIXe siècle.

Le spécialiste de sciences politiques et de l'islam Gilles Kepel explique que la Ligue islamique mondiale est créée en 1962 à La Mecque, soutenue par le régime saoudien. Afin de « « wahhabiser » l'islam dans le monde », la Ligue envoie des missionnaires religieux et donne des ouvrages de Mohammed ben Abdelwahhab et Ibn Taymiyya. Kepel précise en note que 
« Ces deux auteurs [...] deviendront l'une des références majeures de la mouvance islamiste sunnite à partir des années 1970, ce qu'aura facilité la diffusion massive de leurs œuvres dans toutes les mosquées du monde par les instances de propagation islamiques saoudiennes. »
Ibn Taymiyya et son disciple Ibn Kathir sont des représentants de l'école juridique hanbalite, qui combat les « innovations blâmables » dues à la « voie du raisonnement » pratiquée par l'école chaféite, écrit Gilles Kepel. Ibn Taymiyya et Ibn Kathir sont les principales influences du fondateur du wahhabisme, Mohammed ben Abdelwahhab, l'idéologue de l'islam propagé par l'Arabie saoudite du XVIIIe siècle au XXIe siècle. Mais les deux auteurs du XIVe siècle ont aussi influencé « les groupes les plus extrémistes » de l'islamisme contemporain, dont certains sont révolutionnaires et opposés à la monarchie saoudienne. Kepel écrit que la « diffusion massive » de la pensée d'Ibn Taymiyya « par les services de propagation de la foi du régime conservateur de Riyad n'en empêchera cependant pas l'usage par les courants les plus radicaux ».
Au début du XXIe siècle, de nombreux militants islamistes utilisent ses textes « avec légèreté », en « trahissant sa pensée », pour légitimer leurs actions violentes. Ibn Taymiyya est un des théologiens musulmans les plus cités et les plus controversés au début du XXIe siècle. L'orientalisme hanbalisant dans un premier temps, puis le wahhabisme et le salafisme, lui ont prêté la réputation d'anti-soufi. Certains islamologues au contraire lui prêtent des affinités avec ce courant. C'est le cas d'Éric Geoffroy, qui dénonce la récupération d'Ibn Taymiyya par l'État islamique, caricaturant et simplifiant sa pensée à l'extrême, à l'heure où Ibn Taymiyya est très cité sur les réseaux sociaux comme Twitter par des sympathisants du djihad. Geoffroy écrit que « la pensée d'Ibn Taymiyya est riche et complexe mais actuellement on simplifie à outrance » et qu'« il n'aurait pas cautionné leurs massacres aujourd'hui ». Le journaliste Robin Verner constate qu'« Ibn Taymiyya est sorti de son anonymat en Occident et de l'oubli relatif où il demeurait au Moyen-Orient pour se trouver drapé dans une légende noire, moulé dans une réputation sulfureuse faisant de lui l'avocat postmortem du djihadisme califal ».

### Critiques contemporaines
L'universitaire égyptien 'Âtif al-'Iràqî a appelé les Arabes en 1999 à rompre avec « l'irrationalisme de Ghazâlî et d'Ibn Taymiyya et à adopter le rationalisme d'Ibn Rushd ». 'Âtif al-'Iràqî accuse Ibn Taymiyya d'avoir des « conceptions obscurantistes et réactionnaires » et de refuser le progrès, contrairement au philosophe andalou Averroès.
En 2002, l'écrivain, poète, spécialiste du soufisme et animateur de radio à France Culture Abdelwahab Meddeb, dans son livre La Maladie de l'islam, a estimé qu'il était « peu estimé de ses érudits collègues [et] exaltait les foules incultes ». Les enseignements de Taymiyya demeurent une des sources d'inspiration principales des salafistes.

## Ouvrages
Il est l'auteur de nombreux ouvrages religieux. Son disciple Al-Dhahabi a estimé ses écrits à plus de 500 volumes. Plusieurs de ses écrits ont été rassemblés, au début du XXe siècle, dans le recueil ''Majmû'u Fatâwâ Shaykh il-Islâm Ibn Taymiyyah. Auxquels il faut ajouter plusieurs autres ouvrages dont :
- Al-ʿAqîdat ul-Hamawiyya ;
- Al-ʿAqîdat ut-Tadmuriyya ;
- Al-ʿAqîdat ul-Wâsitiyya ;
- Al-Asma wa's-Sifât
- Al Fourqan ;
- Al-Iman ;
- Al-Jawāb al-Ṣaḥīḥ li-man baddala dīn al-Masīh (la réponse qui suffit à ceux qui ont altéré la religion du Messie) ;
- An-Noubouwat ;
- al-ʿUbūdiyya ;
- al-Ṣārim al-maslūl ʿalā s̲h̲ātim al-Rasūl ("Une épée dégainée pour ceux qui insultent le Prophète", à propos de la punition de celui qui insulte le prophète de l'islam) ;
- Al-Siyasa al-shar'iyya ;
- At-Tawassoul wal-Waçîlah, où il distingue l'intercession licite de l'intercession interdite (notamment en ce qui concerne le culte des saints) ;
- Sharh Futuh al-Ghayb (Commentaire sur les révélations sur l'invisible d'Abd al Qadir al-Jilani) ;
- Sharh Hadith Jibrîl (Le deuxième hadith des 40 ahadith compilés par l'imam An-Nawawi) ;
- Sharh ul-Hadîth in-Nuzûl : Explication du hadith selon lequel "Allah descend au premier ciel, au dernier tiers de la nuit..." ;
- Dar`u ta'ârudh il-'aqli wan-naql (réfutation de l'opposition entre raison et révélation), en 5 tomes ;
- Fatawa al-Misriyyah ;
- Fatawa al-Kubra ;
- Iqtidhâ`u is-Sirât il-Mustaqîmi Mukhâlafata ash`âb il-Jahîm (Après le droit chemin) ;
- Majmu al-Fatwa : Compilation de Fatwa (36 volumes) ;
- Majmu al-Fatwa al-Kubra : Cet ouvrage a été recueilli plusieurs siècles après sa mort, et contient plusieurs des œuvres mentionnées ici ;
- Minhâj as-Sounnat in-Nabawiyyah. Réfutation du chiite Ibn Al-Mutahhir, en plusieurs tomes ;
- Naqd at-Ta'sis ;
- Ar-Radd 'ala al-Mantiqiyyin (réfutation de la philosophie grecque) ;
- Raf' al-Malam (sur le fait de suivre un maddhab ou non).

## Œuvres traduites en français
- La Tombe et ses supplices, Albouraq, 1995, trad. Abderrachid Riache
- Le Haschich et l'Extase, Albouraq, 2004, trad. Yahya Michot.
- Les Actes ne valent que par leurs intentions, Tawhid, 2011.
- Déontologie de l'exégèse coranique, Albouraq, 2013, trad. Muhammad Diakho.
- La Lettre palmyrienne, Nawa Éditions, 2014. Regroupe : 1. Les noms et attributs divins ; 2. Prédestination et Législation.
- La Lettre palmyrienne. Une théorie du langage appliquée aux questions de dogme, Nawa Éditions, 2017 (Tadmuriyya).
- Le Livre du Repentir, Nawa Éditions, 2017.
- Textes politiques. Tome 1, Nawa Éditions, 2017.
- Al-Wâsitiyya : Épître sur la foi islamique, Éditions Maison d'Ennour (revu par l'équipe littéraire), 2011.

#### Monographies
- (en) Wael B. Hallaq, Ibn Taymiyya against the Greek logicians, Oxford University Press, 1993,  (ISBN 0198240430 et 9780198240433), texte partiellement en ligne Ibn Taymiyya against the Greek logicians.
- Henri Laoust, Essai sur les doctrines sociales et politiques de Taki-d-Din Ahmad b. Taimiya. Le Caire : coll. Mélanges de philologie et d’histoire de l’IFAO, 1939 .
- Henri Laoust, Le Traité de droit public d’Ibn Taimiya, traduction annotée de la Siyâsa shariya, Beyrouth, Institut français de Damas, 1948.
  - L’influence d’Ibn Taimiya. Islam: Past Influence and Present Challenge, Mélanges, W. Montgomery Watt, Edinburgh, 1979.
- Niels Henrik Olesen, Culte des saints et pèlerinages chez Ibn Taymiyya, Paris, P. Geuthner, 1991, 286 p. (ISBN 978-2-7053-0736-3).

#### Ouvrages généraux
- Gilles Kepel, Jihad : Expansion et déclin de l'islamisme, Paris, Gallimard, coll. « Folio actuel », 2003 (1re éd. 2000), 751 p. (ISBN 978-2-07-042931-8).
- Charles Saint-Prot, Islam : L'avenir de la Tradition entre révolution et occidentalisation, Paris, Le Rocher, 2008.

#### Articles
- Henri Laoust, « Le réformisme d'Ibn Taymiya », Islamic Studies, vol. 1, no 3,‎ septembre 1962, p. 27-47 (lire en ligne, consulté le 8 novembre 2020)
- Qais Assef, « Ibn Taymiyya : « sufi or not sufi ? » (1/2) », Les Carnets de l'Ifpo, 7 avril 2011 (consulté le 8 novembre 2020)
- Qais Assef, « Ibn Taymiyya : « sufi or not sufi ? » (2/2) », Les Carnets de l'Ifpo, 17 avril 2011 (consulté le 8 novembre 2020)
- (en) Daniella Talmon-Heller, « Historiography in the Service of the Muftī: Ibn Taymiyya on the Origins and Fallacies of Ziyārāt », Islamic Law and Society, vol. 28, no 3,‎ novembre 2018, p. 227-251 (DOI https://doi.org/10.1163/15685195-02612A04, lire en ligne, consulté le 8 novembre 2020)